# Drumheller

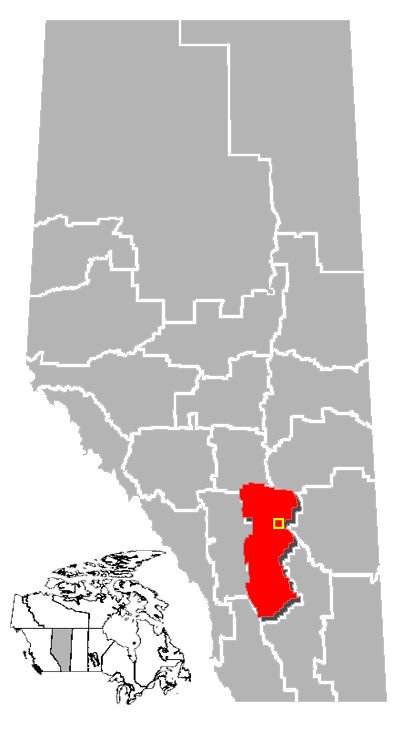
Localização de Drumheller em Alberta.

Drumheller é um município canadense da província de Alberta localizada próximo ao Badlands canadense. Sua população é de aproximadamente de 7.800 habitantes e sua área de 110,93 km². Situa-se a cerca de 110 km ao nordeste de Calgary. 